# Премия «Золотой глобус» за лучшую женскую роль второго плана — кинофильм
Премия «Золотой глобус» за лучшую женскую роль второго плана в кинофильме вручается Голливудской ассоциацией иностранной прессы с 1944 года за роли в фильмах, вышедших на экран в год, предшествующий премии.
Название номинации менялось с момента основания несколько раз, по состоянию на 2005 год оно звучит как «Лучшая игра актрисы в роли второго плана в кинофильме». Ниже приведён полный список победителей и номинантов.  Имена победителей выделены отдельным цветом. 

## 1944—1950
| Год  | Церемония | Фотографии лауреатов                                     | Лауреаты и номинанты                                                 |
| ---- | --------- | -------------------------------------------------------- | -------------------------------------------------------------------- |
| 1944 | 1-я       |                                                          | • Катина Паксино — «По ком звонит колокол» за роль Пилар             |
| 1945 | 2-я       |                                                          | • Агнес Мурхед — «Миссис Паркингтон» за роль баронессы Аспазии Конти |
| 1946 | 3-я       |                                                          | • Анджела Лэнсбери — «Портрет Дориана Грея» за роль Сибиллы Вэйн     |
| 1947 | 4-я       |                                                          | • Энн Бакстер — «На краю лезвия» за роль Софи Макдональд             |
| 1948 | 5-я       |                                                          | • Селеста Холм — «Джентльменское соглашение» за роль Энн Деттри      |
| 1949 | 6-я       |                                                          | • Эллен Корби — «Я помню маму» за роль тёти Трины                    |
| 1950 | 7-я       |                                                          | • Мерседес Маккэмбридж — «Вся королевская рать» за роль Сэди Бёрк    |
| 1950 | 7-я       | • Мириам Хопкинс — «Наследница» за роль Лавинии Пеннимен |                                                                      |

## 1951—1960
| Год  | Церемония | Фотографии лауреатов                                                | Лауреаты и номинанты                                            |
| ---- | --------- | ------------------------------------------------------------------- | --------------------------------------------------------------- |
| 1951 | 8-я       |                                                                     | • Джозефин Халл — «Харви» за роль Веты Луиз Симмонс             |
| 1951 | 8-я       | • Телма Риттер — «Всё о Еве» за роль Бёрди Кунан                    |                                                                 |
| 1951 | 8-я       | • Джуди Холидей — «Ребро Адама» за роль Дорис Эттинджер             |                                                                 |
| 1952 | 9-я       |                                                                     | • Ким Хантер — «Трамвай „Желание“» за роль Стеллы Ковальски     |
| 1952 | 9-я       | • Телма Риттер — «Брачный сезон» за роль Эллен Макналти             |                                                                 |
| 1952 | 9-я       | • Ли Грант — «Детективная история» за роль магазинной воровки       |                                                                 |
| 1953 | 10-я      |                                                                     | • Кэти Хурадо — «Ровно в полдень» за роль Хелен Рамирес         |
| 1953 | 10-я      | • Глория Грэм — «Злые и красивые» за роль Розмари Бартлоу           |                                                                 |
| 1953 | 10-я      | • Милдред Даннок — «Вива Сапата!» за роль сеньоры Эспэхо            |                                                                 |
| 1954 | 11-я      |                                                                     | • Грейс Келли — «Могамбо» за роль Линды Нордли                  |
| 1955 | 12-я      |                                                                     | • Джен Стерлинг — «Великий и могучий» за роль Салли Макки       |
| 1956 | 13-я      |                                                                     | • Мариза Паван — «Татуированная роза» за роль Розы Делль Роуз   |
| 1957 | 14-я      |                                                                     | • Айлин Хекарт — «Дурная кровь» за роль Гортензии Дэйгл         |
| 1957 | 14-я      | • Милдред Даннок — «Куколка» за роль тёти Роуз                      |                                                                 |
| 1957 | 14-я      | • Патти Маккормак — «Дурная кровь» за роль Роды Пенмарк             |                                                                 |
| 1957 | 14-я      | • Марджори Мэйн — «Дружеское увещевание» за роль вдовы Хадспет      |                                                                 |
| 1957 | 14-я      | • Дороти Мэлоун — «Слова, написанные на ветру» за роль Мэрили Хэдли |                                                                 |
| 1958 | 15-я      |                                                                     | • Эльза Ланчестер — «Свидетель обвинения» за роль мисс Плимсолл |
| 1958 | 15-я      | • Миёси Умэки — «Сайонара» за роль Кацуми Келли                     |                                                                 |
| 1958 | 15-я      | • Хоуп Лэнг — «Пейтон плэйс» за роль Селены Кросс                   |                                                                 |
| 1958 | 15-я      | • Милдред Даннок — «Пейтон плэйс» за роль мисс Элси Торнтон         |                                                                 |
| 1958 | 15-я      | • Хизер Сирс — «История Эстер Костелло» за роль Эстер Костелло      |                                                                 |
| 1959 | 16-я      |                                                                     | • Гермиона Джинголд — «Жижи» за роль мадам Альварес             |
| 1959 | 16-я      | • Пегги Касс — «Тётушка Мэйм» за роль Агнес Гуч                     |                                                                 |
| 1959 | 16-я      | • Морин Стэплтон — «Одинокие сердца» за роль Фэй Дойл               |                                                                 |
| 1959 | 16-я      | • Уэнди Хиллер — «За отдельными столиками» за роль Пэт Купер        |                                                                 |
| 1959 | 16-я      | • Кара Уильямс — «Не склонившие головы» за роль матери Билли        |                                                                 |
| 1960 | 17-я      |                                                                     | • Сьюзан Конер — «Имитация жизни» за роль Сары Джейн Джонсон    |
| 1960 | 17-я      | • Хуанита Мур — «Имитация жизни» за роль Энни Джонсон               |                                                                 |
| 1960 | 17-я      | • Эдит Эванс — «История монахини» за роль матери Эммануэл           |                                                                 |
| 1960 | 17-я      | • Эстелль Хемзли — «Take a Giant Step» за роль бабушки Мартин       |                                                                 |
| 1960 | 17-я      | • Шелли Уинтерс — «Дневник Анны Франк» за роль Петронеллы Ван Даан  |                                                                 |

## 1961—1970
| Год  | Церемония | Фотографии лауреатов                                                                  | Лауреаты и номинанты                                                    |
| ---- | --------- | ------------------------------------------------------------------------------------- | ----------------------------------------------------------------------- |
| 1961 | 18-я      |                                                                                       | • Джанет Ли — «Психо» за роль Мэрион Крэйн                              |
| 1961 | 18-я      | • Ширли Джонс — «Элмер Гантри» за роль Лулы Бейнс                                     |                                                                         |
| 1961 | 18-я      | • Ина Бэйлин — «С террасы» за роль Натали Бензингер                                   |                                                                         |
| 1961 | 18-я      | • Мэри Юр — «Сыновья и любовники» за роль Клары Доус                                  |                                                                         |
| 1961 | 18-я      | • Ширли Найт — «Тьма наверху лестницы» за роль Рини Флуд                              |                                                                         |
| 1962 | 19-я      |                                                                                       | • Рита Морено — «Вестсайдская история» за роль Аниты                    |
| 1962 | 19-я      | • Фэй Бейнтер — «Детский час» за роль миссис Амелии Тилфорд                           |                                                                         |
| 1962 | 19-я      | • Джуди Гарленд — «Нюрнбергский процесс» за роль миссис Айрин Хоффман Уоллнер         |                                                                         |
| 1962 | 19-я      | • Лотте Ленья — «Римская весна миссис Стоун» за роль графини Магды Террибили-Гонсалес |                                                                         |
| 1962 | 19-я      | • Памела Тиффин — «Один, два, три» за роль Скарлетт Хэйзелтайн                        |                                                                         |
| 1963 | 20-я      |                                                                                       | • Анджела Лэнсбери — «Маньчжурский кандидат» за роль миссис Айслин      |
| 1963 | 20-я      | • Кэй Стивенс — «Стажёры» за роль сестры Диди                                         |                                                                         |
| 1963 | 20-я      | • Марта Рей — «Джамбо Билли Роуза» за роль Лулу                                       |                                                                         |
| 1963 | 20-я      | • Патти Дьюк — «Сотворившая чудо» за роль Хелен Келлер                                |                                                                         |
| 1963 | 20-я      | • Тарита Териипия — «Мятеж на „Баунти“» за роль принцессы Маймити                     |                                                                         |
| 1963 | 20-я      | • Сьюзан Конер — «Фрейд: Тайная страсть» за роль Марты Фрейд                          |                                                                         |
| 1963 | 20-я      | • Гермиона Джинголд — «Музыкант» за роль Эвлали Маккечни Шинн                         |                                                                         |
| 1963 | 20-я      | • Ширли Найт — «Сладкоголосая птица юности» за роль Хэвенли Финли                     |                                                                         |
| 1963 | 20-я      | • Джессика Тэнди — «Приключения молодого человека» за роль миссис Адамс               |                                                                         |
| 1963 | 20-я      | • Габриэлла Паллотта — «Голубь, который захватил Рим» за роль Розальбы Массимо        |                                                                         |
| 1964 | 21-я      |                                                                                       | • Маргарет Рутерфорд — «Очень важные персоны» за роль герцогини Брайтон |
| 1964 | 21-я      | • Патриция Нил — «Хад» за роль Альмы Браун                                            |                                                                         |
| 1964 | 21-я      | • Лилия Скала — «Полевые лилии» за роль матери-настоятельницы Марии                   |                                                                         |
| 1964 | 21-я      | • Уэнди Хиллер — «Игрушки на чердаке» за роль Анны Бернирс                            |                                                                         |
| 1964 | 21-я      | • Дайан Бэйкер — «Нобелевская премия» за роль Эмили Стрэтмен                          |                                                                         |
| 1964 | 21-я      | • Лизелотта Пульвер — «Большое дело» за роль Сони                                     |                                                                         |
| 1964 | 21-я      | • Джоан Гринвуд — «Том Джонс» за роль леди Белластон                                  |                                                                         |
| 1964 | 21-я      | • Линда Марш — «Америка, Америка» за роль Томны Синикоглу                             |                                                                         |
| 1965 | 22-я      |                                                                                       | • Агнес Мурхед — «Тише, тише, милая Шарлотта» за роль Велмы Крутер      |
| 1965 | 22-я      | • Грейсон Холл — «Ночь игуаны» за роль Джудит Феллоус                                 |                                                                         |
| 1965 | 22-я      | • Элизабет Эшли — «Саквояжники» за роль Моники Уинтроп                                |                                                                         |
| 1965 | 22-я      | • Лиля Кедрова — «Грек Зорба» за роль мадам Гортензии                                 |                                                                         |
| 1965 | 22-я      | • Энн Сотерн — «Самый достойный» за роль Сью Эллен Гамадж                             |                                                                         |
| 1966 | 23-я      |                                                                                       | • Рут Гордон — «Внутренний мир Дэйзи Кловер» за роль миссис Кловер      |
| 1966 | 23-я      | • Джоан Блонделл — «Цинциннати Кид» за роль леди Фингерс                              |                                                                         |
| 1966 | 23-я      | • Пегги Вуд — «Звуки музыки» за роль матери-игуменьи                                  |                                                                         |
| 1966 | 23-я      | • Джойс Редман — «Отелло» за роль Эмилии                                              |                                                                         |
| 1966 | 23-я      | • Телма Риттер — «Боинг-Боинг» за роль Берты                                          |                                                                         |
| 1967 | 24-я      |                                                                                       | • Жоселин Лагард — «Гавайи» за роль королевы Маламы                     |
| 1967 | 24-я      | • Вивьен Мерчант — «Элфи» за роль Лили                                                |                                                                         |
| 1967 | 24-я      | • Сэнди Деннис — «Кто боится Вирджинии Вулф?» за роль Хани                            |                                                                         |
| 1967 | 24-я      | • Шелли Уинтерс — «Элфи» за роль Руби                                                 |                                                                         |
| 1967 | 24-я      | • Джеральдин Пейдж — «Ты теперь большой мальчик» за роль Марджери Шантиклер           |                                                                         |
| 1968 | 25-я      |                                                                                       | • Кэрол Чэннинг — «Весьма современная Милли» за роль Маззи Ван Хоссмер  |
| 1968 | 25-я      | • Лиллиан Гиш — «Комедианты» за роль миссис Смит                                      |                                                                         |
| 1968 | 25-я      | • Ли Грант — «Душной южной ночью» за роль Лесли Колберт                               |                                                                         |
| 1968 | 25-я      | • Квентин Дин — «Душной южной ночью» за роль Делорис Парди                            |                                                                         |
| 1968 | 25-я      | • Би Ричардс — «Угадай, кто придёт к обеду?» за роль миссис Прентис                   |                                                                         |
| 1968 | 25-я      | • Прунелла Рэнсом — «Вдали от обезумевшей толпы» за роль Фанни Робин                  |                                                                         |
| 1969 | 26-я      |                                                                                       | • Рут Гордон — «Ребёнок Розмари» за роль Минни Кэствет                  |
| 1969 | 26-я      | • Эбби Линкольн — «Ради любви к плющу» за роль Айви Мур                               |                                                                         |
| 1969 | 26-я      | • Барбара Хэнкок — «Радуга Финиана» за роль молчаливой Сьюзан                         |                                                                         |
| 1969 | 26-я      | • Джейн Мерроу — «Лев зимой» за роль Алис, графини Вексенской                         |                                                                         |
| 1969 | 26-я      | • Сондра Локк — «Сердце — одинокий охотник» за роль Мик Келли                         |                                                                         |
| 1970 | 27-я      |                                                                                       | • Голди Хоун — «Цветок кактуса» за роль Тони Симмонс                    |
| 1970 | 27-я      | • Бренда Ваккаро — «Полуночный ковбой» за роль Ширли                                  |                                                                         |
| 1970 | 27-я      | • Марианн Макэндрю — «Хэлло, Долли!» за роль Айрин Моллой                             |                                                                         |
| 1970 | 27-я      | • Шан Филлипс — «До свидания, мистер Чипс» за роль Урсулы Моссбанк                    |                                                                         |
| 1970 | 27-я      | • Сюзанна Йорк — «Загнанных лошадей пристреливают, не правда ли?» за роль Элис Леблан |                                                                         |

## 1971—1980
| Год  | Церемония | Фотографии лауреатов                                                           | Лауреаты и номинанты                                               | Лауреаты и номинанты                                               | Лауреаты и номинанты                                               |
| ---- | --------- | ------------------------------------------------------------------------------ | ------------------------------------------------------------------ | ------------------------------------------------------------------ | ------------------------------------------------------------------ |
| 1971 | 28-я      |                                                                                | • Карен Блэк — «Пять лёгких пьес» за роль Рэйетт Дипесто           | • Карен Блэк — «Пять лёгких пьес» за роль Рэйетт Дипесто           |                                                                    |
| 1971 | 28-я      | • Морин Стэплтон — «Аэропорт» за роль миссис Инес Герреро                      |                                                                    |                                                                    |                                                                    |
| 1971 | 28-я      | • Тина Чен — «Гавайцы» за роль Ньюк Тсин                                       |                                                                    |                                                                    |                                                                    |
| 1971 | 28-я      | • Ли Грант — «Землевладелец» за роль Джойс Эндерс                              |                                                                    |                                                                    |                                                                    |
| 1971 | 28-я      | • Салли Келлерман — «Военно-полевой госпиталь» за роль майора Маргарет Халиган |                                                                    |                                                                    |                                                                    |
| 1972 | 29-я      |                                                                                | • Энн-Маргрет — «Познание плоти» за роль Бобби                     | • Энн-Маргрет — «Познание плоти» за роль Бобби                     | • Энн-Маргрет — «Познание плоти» за роль Бобби                     |
| 1972 | 29-я      | • Дайана Ригг — «Больница» за роль Барбары Драммонд                            |                                                                    |                                                                    |                                                                    |
| 1972 | 29-я      | • Морин Стэплтон — «Номер в отеле „Плаза“» за роль Карен Нэш                   |                                                                    |                                                                    |                                                                    |
| 1972 | 29-я      | • Эллен Бёрстин — «Последний киносеанс» за роль Луис Фэрроу                    |                                                                    |                                                                    |                                                                    |
| 1972 | 29-я      | • Клорис Личмен — «Последний киносеанс» за роль Рут Поппер                     |                                                                    |                                                                    |                                                                    |
| 1973 | 30-я      |                                                                                | • Шелли Уинтерс — «Приключение „Посейдона“» за роль Белл Розен     | • Шелли Уинтерс — «Приключение „Посейдона“» за роль Белл Розен     | • Шелли Уинтерс — «Приключение „Посейдона“» за роль Белл Розен     |
| 1973 | 30-я      | • Мариса Беренсон — «Кабаре» за роль Наталии Ландауэр                          |                                                                    |                                                                    |                                                                    |
| 1973 | 30-я      | • Джинни Берлин — «Разбивающий сердца» за роль Лайлы Колодни                   |                                                                    |                                                                    |                                                                    |
| 1973 | 30-я      | • Хелена Каллианиотис — «Сенсация Канзас-сити» за роль Джекки Бюрдетт          |                                                                    |                                                                    |                                                                    |
| 1973 | 30-я      | • Джеральдин Пейдж — «Пит и Тилли» за роль Гертруды                            |                                                                    |                                                                    |                                                                    |
| 1974 | 31-я      |                                                                                | • Линда Блэр — «Изгоняющий дьявола» за роль Риган Макнил           | • Линда Блэр — «Изгоняющий дьявола» за роль Риган Макнил           | • Линда Блэр — «Изгоняющий дьявола» за роль Риган Макнил           |
| 1974 | 31-я      | • Кейт Рид — «Неустойчивое равновесие» за роль Клэр                            |                                                                    |                                                                    |                                                                    |
| 1974 | 31-я      | • Мэделин Кан — «Бумажная луна» за роль Трикси Дилайт                          |                                                                    |                                                                    |                                                                    |
| 1974 | 31-я      | • Валентина Кортезе — «Американская ночь» за роль Северины                     |                                                                    |                                                                    |                                                                    |
| 1974 | 31-я      | • Сильвия Сидни — «Летние желания, зимние мечты» за роль миссис Притчетт       |                                                                    |                                                                    |                                                                    |
| 1975 | 32-я      |                                                                                | • Карен Блэк — «Великий Гэтсби» за роль Миртл Уилсон               | • Карен Блэк — «Великий Гэтсби» за роль Миртл Уилсон               | • Карен Блэк — «Великий Гэтсби» за роль Миртл Уилсон               |
| 1975 | 32-я      | • Беатрис Артур — «Мэйм» за роль Веры Чарльз                                   |                                                                    |                                                                    |                                                                    |
| 1975 | 32-я      | • Мэдлин Кан — «Молодой Франкенштейн» за роль Элизабет                         |                                                                    |                                                                    |                                                                    |
| 1975 | 32-я      | • Дженнифер Джонс — «Ад в поднебесье» за роль Лизолетт Мюллер                  |                                                                    |                                                                    |                                                                    |
| 1975 | 32-я      | • Дайан Ладд — «Алиса здесь больше не живёт» за роль Фло Каслберри             |                                                                    |                                                                    |                                                                    |
| 1976 | 33-я      |                                                                                | • Бренда Ваккаро — «Одного раза недостаточно» за роль Линды Риггз  | • Бренда Ваккаро — «Одного раза недостаточно» за роль Линды Риггз  | • Бренда Ваккаро — «Одного раза недостаточно» за роль Линды Риггз  |
| 1976 | 33-я      | • Ли Грант — «Шампунь» за роль Фелиции Карп                                    |                                                                    |                                                                    |                                                                    |
| 1976 | 33-я      | • Рони Блэкли — «Нэшвилл» за роль Барбары Джин                                 |                                                                    |                                                                    |                                                                    |
| 1976 | 33-я      | • Лили Томлин — «Нэшвилл» за роль Линни Риз                                    |                                                                    |                                                                    |                                                                    |
| 1976 | 33-я      | • Барбара Харрис — «Нэшвилл» за роль Уинифред                                  |                                                                    |                                                                    |                                                                    |
| 1976 | 33-я      | • Джеральдина Чаплин — «Нэшвилл» за роль Опал                                  |                                                                    |                                                                    |                                                                    |
| 1977 | 34-я      |                                                                                | • Кэтрин Росс — «Путешествие проклятых» за роль Миры Хаузер        | • Кэтрин Росс — «Путешествие проклятых» за роль Миры Хаузер        | • Кэтрин Росс — «Путешествие проклятых» за роль Миры Хаузер        |
| 1977 | 34-я      | • Пайпер Лори — «Кэрри» за роль Маргарет Уайт                                  |                                                                    |                                                                    |                                                                    |
| 1977 | 34-я      | • Бернадетт Питерс — «Немое кино» за роль Вилмы Кэплан                         |                                                                    |                                                                    |                                                                    |
| 1977 | 34-я      | • Марта Келлер — «Марафонец» за роль Эльзы Опель                               |                                                                    |                                                                    |                                                                    |
| 1977 | 34-я      | • Ли Грант — «Путешествие проклятых» за роль Лиллиан Розен                     |                                                                    |                                                                    |                                                                    |
| 1977 | 34-я      | • Шелли Уинтерс — «Следующая остановка — Гринвич-Виллидж» за роль Фэй Лапински |                                                                    |                                                                    |                                                                    |
| 1978 | 35-я      |                                                                                | • Ванесса Редгрейв — «Джулия» за роль Джулии                       | • Ванесса Редгрейв — «Джулия» за роль Джулии                       | • Ванесса Редгрейв — «Джулия» за роль Джулии                       |
| 1978 | 35-я      | • Лилия Скала — «Роузленд» за роль Розы                                        |                                                                    |                                                                    |                                                                    |
| 1978 | 35-я      | • Энн-Маргрет — «Джозеф Эндрюс» за роль леди Буди                              |                                                                    |                                                                    |                                                                    |
| 1978 | 35-я      | • Джоан Блонделл — «Премьера» за роль Сары Гуд                                 |                                                                    |                                                                    |                                                                    |
| 1978 | 35-я      | • Лесли Браун — «Поворотный пункт» за роль Эмилии Роджерс                      |                                                                    |                                                                    |                                                                    |
| 1978 | 35-я      | • Куинн Каммингс — «До свидания, дорогая» за роль Люси Макфэдден               |                                                                    |                                                                    |                                                                    |
| 1979 | 36-я      |                                                                                | • Дайан Кэннон — «Небеса могут подождать» за роль Джулии Фарнсворт | • Дайан Кэннон — «Небеса могут подождать» за роль Джулии Фарнсворт | • Дайан Кэннон — «Небеса могут подождать» за роль Джулии Фарнсворт |
| 1979 | 36-я      | • Морин Стэплтон — «Интерьеры» за роль Перл                                    |                                                                    |                                                                    |                                                                    |
| 1979 | 36-я      | • Мона Уошборн — «Стиви» за роль тётушки Стиви                                 |                                                                    |                                                                    |                                                                    |
| 1979 | 36-я      | • Кэрол Бёрнетт — «Свадьба» за роль Катрин Бреннер                             |                                                                    |                                                                    |                                                                    |
| 1979 | 36-я      | • Мерил Стрип — «Охотник на оленей» за роль Линды                              |                                                                    |                                                                    |                                                                    |
| 1980 | 37-я      |                                                                                | • Мерил Стрип — «Крамер против Крамера» за роль Джоанны Крамер     | • Мерил Стрип — «Крамер против Крамера» за роль Джоанны Крамер     | • Мерил Стрип — «Крамер против Крамера» за роль Джоанны Крамер     |
| 1980 | 37-я      | • Валери Харпер — «Глава вторая» за роль Фэй Медвик                            |                                                                    |                                                                    |                                                                    |
| 1980 | 37-я      | • Кэндис Берген — «Начать сначала» за роль Джессики Поттер                     |                                                                    |                                                                    |                                                                    |
| 1980 | 37-я      | • Кэтлин Бэллер — «Обещания в темноте» за роль Элизабет Коуниг                 |                                                                    |                                                                    |                                                                    |
| 1980 | 37-я      | • Джейн Александер — «Крамер против Крамера» за роль Маргарет Фелпс            |                                                                    |                                                                    |                                                                    |

## 1981—1990
| Год  | Церемония | Фотографии лауреатов                                                             | Лауреаты и номинанты                                                 |
| ---- | --------- | -------------------------------------------------------------------------------- | -------------------------------------------------------------------- |
| 1981 | 38-я      |                                                                                  | • Мэри Стинберджен — «Мелвин и Говард» за роль Линды Даммар          |
| 1981 | 38-я      | • Люси Арназ — «Певец джаза» за роль Молли Белл                                  |                                                                      |
| 1981 | 38-я      | • Беверли Д’Анджело — «Дочь шахтёра» за роль Пэтси Клайн                         |                                                                      |
| 1981 | 38-я      | • Дебра Уингер — «Городской ковбой» за роль Сисси Дэвис                          |                                                                      |
| 1981 | 38-я      | • Кэти Мориарти — «Бешеный бык» за роль Викки Тэйлер Ламотта                     |                                                                      |
| 1982 | 39-я      |                                                                                  | • Джоан Хакетт — «Только когда я смеюсь» за роль Тоби Ландау         |
| 1982 | 39-я      | • Мэри Стинберджен — «Рэгтайм» за роль Эвелин Несбит                             |                                                                      |
| 1982 | 39-я      | • Морин Стэплтон — «Красные» за роль Эммы Гольдман                               |                                                                      |
| 1982 | 39-я      | • Джейн Фонда — «На золотом озере» за роль Челси Тэйер Уэйн                      |                                                                      |
| 1982 | 39-я      | • Кристи Макникол — «Только когда я смеюсь» за роль Полли Хайнц                  |                                                                      |
| 1983 | 40-я      |                                                                                  | • Джессика Лэнг — «Тутси» за роль Джули Николс                       |
| 1983 | 40-я      | • Ким Стэнли — «Фрэнсис» за роль Лиллиан Фармер                                  |                                                                      |
| 1983 | 40-я      | • Лэйни Казан — «Мой лучший год» за роль Белль Каррока                           |                                                                      |
| 1983 | 40-я      | • Лесли Энн Уоррен — «Виктор/Виктория» за роль Нормы Кэсседи                     |                                                                      |
| 1983 | 40-я      | • Шер — «Приходи к пяти на встречу, Джимми Дин, Джимми Дин» за роль Сисси        |                                                                      |
| 1984 | 41-я      |                                                                                  | • Шер — «Силквуд» за роль Долли Пелликер                             |
| 1984 | 41-я      | • Тесс Харпер — «Нежное милосердие» за роль Розы Ли                              |                                                                      |
| 1984 | 41-я      | • Линда Хант — «Год опасной жизни» за роль Билли Кван                            |                                                                      |
| 1984 | 41-я      | • Йоанна Пакула — «Парк Горького» за роль Ирины Асановой                         |                                                                      |
| 1984 | 41-я      | • Барбара Каррера — «Никогда не говори „никогда“» за роль Фатимы Блаш            |                                                                      |
| 1985 | 42-я      |                                                                                  | • Пегги Эшкрофт — «Поездка в Индию» за роль миссис Мур               |
| 1985 | 42-я      | • Жаклин Биссет — «У подножия вулкана» за роль Ивонн Фермин                      |                                                                      |
| 1985 | 42-я      | • Мелани Гриффит — «Двойник тела» за роль Холли                                  |                                                                      |
| 1985 | 42-я      | • Кристин Лахти — «Дополнительная смена» за роль Хэйзел                          |                                                                      |
| 1985 | 42-я      | • Лесли Энн Уоррен — «Автор песен» за роль Джильды                               |                                                                      |
| 1985 | 42-я      | • Ким Бейсингер — «Самородок» за роль Мемо Пэрис                                 |                                                                      |
| 1985 | 42-я      | • Дрю Бэрримор — «Непримиримые противоречия» за роль Кейси Бродски               |                                                                      |
| 1986 | 43-я      |                                                                                  | • Мег Тилли — «Агнесса божья» за роль сестры Агнессы                 |
| 1986 | 43-я      | • Келли Макгиллис — «Свидетель» за роль Рэйчел Лэпп                              |                                                                      |
| 1986 | 43-я      | • Эми Мэдиган — «Дважды в жизни» за роль Санни                                   |                                                                      |
| 1986 | 43-я      | • Опра Уинфри — «Цветы лиловые полей» за роль Софии                              |                                                                      |
| 1986 | 43-я      | • Анжелика Хьюстон — «Честь семьи Прицци» за роль Мэйроуз Прицци                 |                                                                      |
| 1986 | 43-я      | • Сония Брага — «Поцелуй женщины-паука» за роль Лени Ламэзон/Марты/Женщины-Паука |                                                                      |
| 1987 | 44-я      |                                                                                  | • Мэгги Смит — «Комната с видом» за роль Шарлотты Бартлетт           |
| 1987 | 44-я      | • Кэти Тайсон — «Мона Лиза» за роль Симоны                                       |                                                                      |
| 1987 | 44-я      | • Дайан Уист — «Ханна и её сёстры» за роль Холли                                 |                                                                      |
| 1987 | 44-я      | • Мэри Элизабет Мастрантонио — «Цвет денег» за роль Кармен                       |                                                                      |
| 1987 | 44-я      | • Линда Козловски — «Данди по прозвищу „Крокодил“» за роль Сью Чарлтон           |                                                                      |
| 1988 | 45-я      |                                                                                  | • Олимпия Дукакис — «Власть луны» за роль Розы Касторини             |
| 1988 | 45-я      | • Энн Арчер — «Роковое влечение» за роль Бет Галлагер                            |                                                                      |
| 1988 | 45-я      | • Энн Рэмси — «Сбрось маму с поезда» за роль миссис Лифт                         |                                                                      |
| 1988 | 45-я      | • Норма Алеандро — «Габи: правдивая история» за роль Флоренции                   |                                                                      |
| 1988 | 45-я      | • Ванесса Редгрейв — «Навострите ваши уши» за роль Пегги Рэмси                   |                                                                      |
| 1989 | 46-я      |                                                                                  | • Сигурни Уивер — «Деловая девушка» за роль Кэтрин Паркер            |
| 1989 | 46-я      | • Дайан Венора — «Птица» за роль Чен Паркер                                      |                                                                      |
| 1989 | 46-я      | • Лена Олин — «Невыносимая лёгкость бытия» за роль Сабины                        |                                                                      |
| 1989 | 46-я      | • Сония Брага — «Луна над Парадором» за роль Мадонны Мендес                      |                                                                      |
| 1989 | 46-я      | • Барбара Херши — «Последнее искушение Христа» за роль Марии Магдалины           |                                                                      |
| 1990 | 47-я      |                                                                                  | • Джулия Робертс — «Стальные магнолии» за роль Шелби Итентон Лэтчери |
| 1990 | 47-я      | • Дайан Уист — «Родители» за роль Хелен Бакмен                                   |                                                                      |
| 1990 | 47-я      | • Лора Сан Джакомо — «Секс, ложь и видео» за роль Синтии                         |                                                                      |
| 1990 | 47-я      | • Бренда Фрикер — «Моя левая нога» за роль миссис Браун                          |                                                                      |
| 1990 | 47-я      | • Бриджит Фонда — «Скандал» за роль Мэнди Рис-Дэвис                              |                                                                      |

## 1991—2000
| Год  | Церемония | Фотографии лауреатов                                                | Лауреаты и номинанты                                           |
| ---- | --------- | ------------------------------------------------------------------- | -------------------------------------------------------------- |
| 1991 | 48-я      |                                                                     | • Вупи Голдберг — «Привидение» за роль Оды Мэй Браун           |
| 1991 | 48-я      | • Вайнона Райдер — «Русалки» за роль Шарлотты Флэкс                 |                                                                |
| 1991 | 48-я      | • Дайан Ладд — «Дикие сердцем» за роль Мариэтты Форчун              |                                                                |
| 1991 | 48-я      | • Лоррейн Бракко — «Славные парни» за роль Карен Хилл               |                                                                |
| 1991 | 48-я      | • Мэри Макдоннелл — «Танцующий с волками» за роль Стоящей с кулаком |                                                                |
| 1991 | 48-я      | • Ширли Маклейн — «Открытки с края бездны» за роль Дорис Манн       |                                                                |
| 1992 | 49-я      |                                                                     | • Мерседес Рул — «Король-рыбак» за роль Энн Наполитано         |
| 1992 | 49-я      | • Дайан Ладд — «Слабая Роза» за роль матери                         |                                                                |
| 1992 | 49-я      | • Николь Кидман — «Билли Батгейт» за роль Дрю Престон               |                                                                |
| 1992 | 49-я      | • Джульетт Льюис — «Мыс страха» за роль Даниэлль Боуден             |                                                                |
| 1992 | 49-я      | • Джессика Тэнди — «Жареные зелёные помидоры» за роль Нинни Тритгуд |                                                                |
| 1993 | 50-я      |                                                                     | • Джоан Плаурайт — «Колдовской апрель» за роль миссис Фишер    |
| 1993 | 50-я      | • Джуди Дэвис — «Мужья и жёны» за роль Салли                        |                                                                |
| 1993 | 50-я      | • Элфри Вудард — «Рыба страсти» за роль Шанталь                     |                                                                |
| 1993 | 50-я      | • Миранда Ричардсон — «Ущерб» за роль Ингрид Флеминг                |                                                                |
| 1993 | 50-я      | • Джеральдина Чаплин — «Чаплин» за роль Ханны Чаплин                |                                                                |
| 1994 | 51-я      |                                                                     | • Вайнона Райдер — «Эпоха невинности» за роль Мэй Велланд      |
| 1994 | 51-я      | • Рози Перес — «Бесстрашный» за роль Карлы Родриго                  |                                                                |
| 1994 | 51-я      | • Анна Пэкуин — «Пианино» за роль Флоры Макграт                     |                                                                |
| 1994 | 51-я      | • Эмма Томпсон — «Во имя отца» за роль Гарет Пирс                   |                                                                |
| 1994 | 51-я      | • Пенелопа Энн Миллер — «Путь Карлито» за роль Гейл                 |                                                                |
| 1995 | 52-я      |                                                                     | • Дайан Уист — «Пули над Бродвеем» за роль Хелен Синклэр       |
| 1995 | 52-я      | • Робин Райт — «Форрест Гамп» за роль Дженни Каррэн Гамп            |                                                                |
| 1995 | 52-я      | • Софи Лорен — «Высокая мода» за роль Изабеллы де Лафонтен          |                                                                |
| 1995 | 52-я      | • Ума Турман — «Криминальное чтиво» за роль Мии Уоллес              |                                                                |
| 1995 | 52-я      | • Кирстен Данст — «Интервью с вампиром» за роль Клодии              |                                                                |
| 1996 | 53-я      |                                                                     | • Мира Сорвино — «Великая Афродита» за роль Линды Эш           |
| 1996 | 53-я      | • Кейт Уинслет — «Разум и чувства» за роль Марианны Дэшвуд          |                                                                |
| 1996 | 53-я      | • Кэтлин Куинлан — «Аполлон-13» за роль Мэрилин Ловелл              |                                                                |
| 1996 | 53-я      | • Анжелика Хьюстон — «Постовой на перекрёстке» за роль Мэри         |                                                                |
| 1996 | 53-я      | • Кира Седжвик — «Повод для разговоров» за роль Эммы Рэй Кинг       |                                                                |
| 1997 | 54-я      |                                                                     | • Лорен Бэколл — «У зеркала два лица» за роль Ханны Морган     |
| 1997 | 54-я      | • Жюльет Бинош — «Английский пациент» за роль Ханны                 |                                                                |
| 1997 | 54-я      | • Мэрион Росс — «Вечерняя звезда» за роль Рози Данлоп               |                                                                |
| 1997 | 54-я      | • Барбара Херши — «Портрет леди» за роль мадам Серены Мерль         |                                                                |
| 1997 | 54-я      | • Джоан Аллен — «Суровое испытание» за роль Элизабет Проктор        |                                                                |
| 1997 | 54-я      | • Мэрианн Жан-Батист — «Тайны и ложь» за роль Гортензии Камбербач   |                                                                |
| 1998 | 55-я      |                                                                     | • Ким Бейсингер — «Секреты Лос-Анджелеса» за роль Линн Брэккен |
| 1998 | 55-я      | • Джоан Кьюсак — «Вход и выход» за роль Эмили Монтгомери            |                                                                |
| 1998 | 55-я      | • Глория Стюарт — «Титаник» за роль Роуз Досон Калверт              |                                                                |
| 1998 | 55-я      | • Джулианна Мур — «Ночи в стиле буги» за роль Эмбер Уэйвз           |                                                                |
| 1998 | 55-я      | • Сигурни Уивер — «Ледяной ветер» за роль Джени Карвер              |                                                                |
| 1999 | 56-я      |                                                                     | • Линн Редгрейв — «Боги и монстры» за роль Ханны               |
| 1999 | 56-я      | • Бренда Блетин — «Голосок» за роль Мари Хофф                       |                                                                |
| 1999 | 56-я      | • Кэти Бэйтс — «Основные цвета» за роль Либби Холден                |                                                                |
| 1999 | 56-я      | • Шэрон Стоун — «Великан» за роль Гвен Диллон                       |                                                                |
| 1999 | 56-я      | • Джуди Денч — «Влюблённый Шекспир» за роль королевы Елизаветы I    |                                                                |
| 2000 | 57-я      |                                                                     | • Анджелина Джоли — «Прерванная жизнь» за роль Лисы Роув       |
| 2000 | 57-я      | • Саманта Мортон — «Сладкий и гадкий» за роль Хэтти                 |                                                                |
| 2000 | 57-я      | • Хлоя Севиньи — «Парни не плачут» за роль Ланы Тисдел              |                                                                |
| 2000 | 57-я      | • Камерон Диас — «Быть Джоном Малковичем» за роль Лотти Шварц       |                                                                |
| 2000 | 57-я      | • Кэтрин Кинер — «Быть Джоном Малковичем» за роль Максин Лунд       |                                                                |
| 2000 | 57-я      | • Натали Портман — «Где угодно, только не здесь» за роль Энн Огаст  |                                                                |

## 2001—2010
| Год  | Церемония | Фотографии лауреатов                                                 | Лауреаты и номинанты                                     |
| ---- | --------- | -------------------------------------------------------------------- | -------------------------------------------------------- |
| 2001 | 58-я      |                                                                      | • Кейт Хадсон — «Почти знаменит» за роль Пенни Лэйн      |
| 2001 | 58-я      | • Джуди Денч — «Шоколад» за роль Арманды Вуазен                      |                                                          |
| 2001 | 58-я      | • Кэтрин Зета-Джонс — «Траффик» за роль Хелены Аяла                  |                                                          |
| 2001 | 58-я      | • Фрэнсис Макдорманд — «Почти знаменит» за роль Элейн Миллер         |                                                          |
| 2001 | 58-я      | • Джули Уолтерс — «Билли Эллиот» за роль миссис Джорджии Уилкинсон   |                                                          |
| 2002 | 59-я      |                                                                      | • Дженнифер Коннелли — «Игры разума» за роль Алисии Нэш  |
| 2002 | 59-я      | • Камерон Диас — «Ванильное небо» за роль Джули Джиани               |                                                          |
| 2002 | 59-я      | • Хелен Миррен — «Госфорд-парк» за роль миссис Уилсон                |                                                          |
| 2002 | 59-я      | • Мэгги Смит — «Госфорд-парк» за роль графини Констанс Трентэм       |                                                          |
| 2002 | 59-я      | • Мариса Томей — «В спальне» за роль Натали Страут                   |                                                          |
| 2002 | 59-я      | • Кейт Уинслет — «Айрис» за роль Айрис Мёрдок в молодости            |                                                          |
| 2003 | 60-я      |                                                                      | • Мерил Стрип — «Адаптация» за роль Сьюзан Орлеан        |
| 2003 | 60-я      | • Кэти Бэйтс — «О Шмидте» за роль Роберты Гертцель                   |                                                          |
| 2003 | 60-я      | • Камерон Диас — «Банды Нью-Йорка» за роль Дженни Эвердин            |                                                          |
| 2003 | 60-я      | • Куин Латифа — «Чикаго» за роль Матроны «Мамы» Мортон               |                                                          |
| 2003 | 60-я      | • Сьюзан Сарандон — «Игби идёт ко дну» за роль Мими Слокам           |                                                          |
| 2004 | 61-я      |                                                                      | • Рене Зеллвегер — «Холодная гора» за роль Руби Тьюс     |
| 2004 | 61-я      | • Мария Белло — «Тормоз» за роль Натали Белизарио                    |                                                          |
| 2004 | 61-я      | • Хоуп Дэвис — «Американское великолепие» за роль Джойс Брабнер      |                                                          |
| 2004 | 61-я      | • Патриша Кларксон — «Праздник Эйприл» за роль Джой Бёрнс            |                                                          |
| 2004 | 61-я      | • Холли Хантер — «Тринадцать» за роль Мелани Фрилэнд                 |                                                          |
| 2005 | 62-я      |                                                                      | • Натали Портман — «Близость» за роль Элис/Джейн         |
| 2005 | 62-я      | • Кейт Бланшетт — «Авиатор» за роль Кэтрин Хепбёрн                   |                                                          |
| 2005 | 62-я      | • Лора Линни — «Кинси» за роль Клары Макмиллен                       |                                                          |
| 2005 | 62-я      | • Вирджиния Мэдсен — «На обочине» за роль Майи Рэндалл               |                                                          |
| 2005 | 62-я      | • Мерил Стрип — «Маньчжурский кандидат» за роль сенатора Элеанор Шоу |                                                          |
| 2006 | 63-я      |                                                                      | • Рэйчел Вайс — «Преданный садовник» за роль Тессы Куэйл |
| 2006 | 63-я      | • Скарлетт Йоханссон — «Матч-пойнт» за роль Нолы Райс                |                                                          |
| 2006 | 63-я      | • Фрэнсис Макдорманд — «Северная страна» за роль Глори Додж          |                                                          |
| 2006 | 63-я      | • Ширли Маклейн — «Подальше от тебя» за роль Эллы Хирш               |                                                          |
| 2006 | 63-я      | • Мишель Уильямс — «Горбатая гора» за роль Альмы Дельмар             |                                                          |
| 2007 | 64-я      |                                                                      | • Дженнифер Хадсон — «Девушки мечты» за роль Эффи Уайт   |
| 2007 | 64-я      | • Адриана Барраса — «Вавилон» за роль Амелии                         |                                                          |
| 2007 | 64-я      | • Эмили Блант — «Дьявол носит Prada» за роль Эмили Чарлтон           |                                                          |
| 2007 | 64-я      | • Кейт Бланшетт — «Скандальный дневник» за роль Шебы Харт            |                                                          |
| 2007 | 64-я      | • Ринко Кикути — «Вавилон» за роль Чиэко Ватаи                       |                                                          |
| 2008 | 65-я      |                                                                      | • Кейт Бланшетт — «Меня там нет» за роль Джуда Куинна    |
| 2008 | 65-я      | • Эми Райан — «Прощай, детка, прощай» за роль Хелен Маккриди         |                                                          |
| 2008 | 65-я      | • Джулия Робертс — «Война Чарли Уилсона» за роль Джоанны Херринг     |                                                          |
| 2008 | 65-я      | • Сирша Ронан — «Искупление» за роль Брайони Таллис в 13 лет         |                                                          |
| 2008 | 65-я      | • Тильда Суинтон — «Майкл Клейтон» за роль Карен Краудер             |                                                          |
| 2009 | 66-я      |                                                                      | • Кейт Уинслет — «Чтец» за роль Ханны Шмитц              |
| 2009 | 66-я      | • Эми Адамс — «Сомнение» за роль сестры Джеймс                       |                                                          |
| 2009 | 66-я      | • Виола Дэвис — «Сомнение» за роль миссис Миллер                     |                                                          |
| 2009 | 66-я      | • Пенелопа Крус — «Вики Кристина Барселона» за роль Марии Елены      |                                                          |
| 2009 | 66-я      | • Мариса Томей — «Рестлер» за роль Кэссиди                           |                                                          |
| 2010 | 67-я      |                                                                      | • Мо'Ник — «Сокровище» за роль Мэри Ли Джонстон          |
| 2010 | 67-я      | • Анна Кендрик — «Мне бы в небо» за роль Натали Кинер                |                                                          |
| 2010 | 67-я      | • Пенелопа Крус — «Девять» за роль Карлы Альбаназе                   |                                                          |
| 2010 | 67-я      | • Джулианна Мур — «Одинокий мужчина» за роль Чарли                   |                                                          |
| 2010 | 67-я      | • Вера Фармига — «Мне бы в небо» за роль Алекс Горан                 |                                                          |

## 2011—2020
| Год  | Церемония | Фотографии лауреатов                                                    | Лауреаты и номинанты                                                       |
| ---- | --------- | ----------------------------------------------------------------------- | -------------------------------------------------------------------------- |
| 2011 | 68-я      |                                                                         | • Мелисса Лео — «Боец» за роль Элис Уорд                                   |
| 2011 | 68-я      | • Эми Адамс — «Боец» за роль Шарлин Флеминг                             |                                                                            |
| 2011 | 68-я      | • Хелена Бонэм Картер — «Король говорит!» за роль Елизаветы Боуз-Лайон  |                                                                            |
| 2011 | 68-я      | • Мила Кунис — «Чёрный лебедь» за роль Лили                             |                                                                            |
| 2011 | 68-я      | • Джеки Уивер — «Царство животных» за роль Джанин Коди                  |                                                                            |
| 2012 | 69-я      |                                                                         | • Октавия Спенсер — «Прислуга» за роль Минни Джексон                       |
| 2012 | 69-я      | • Беренис Бежо — «Артист» за роль Пеппи Миллер                          |                                                                            |
| 2012 | 69-я      | • Шейлин Вудли — «Потомки» за роль Александры Кинг                      |                                                                            |
| 2012 | 69-я      | • Джанет Мактир — «Таинственный Альберт Ноббс» за роль Хьюберт Пейдж    |                                                                            |
| 2012 | 69-я      | • Джессика Честейн — «Прислуга» за роль Селии Фут                       |                                                                            |
| 2013 | 70-я      |                                                                         | • Энн Хэтэуэй — «Отверженные» за роль Фантины                              |
| 2013 | 70-я      | • Эми Адамс — «Мастер» за роль Пегги Додд                               |                                                                            |
| 2013 | 70-я      | • Николь Кидман — «Газетчик» за роль Шарлотты Блесс                     |                                                                            |
| 2013 | 70-я      | • Салли Филд — «Линкольн» за роль Мэри Тодд Линкольн                    |                                                                            |
| 2013 | 70-я      | • Хелен Хант — «Суррогат» за роль Шерил Коэн Грин                       |                                                                            |
| 2014 | 71-я      |                                                                         | • Дженнифер Лоуренс — «Афера по-американски» за роль Розалин Розенфельд    |
| 2014 | 71-я      | • Лупита Нионго — «12 лет рабства» за роль Пэтси                        |                                                                            |
| 2014 | 71-я      | • Джулия Робертс — «Август: Графство Осейдж» за роль Барбары Уэстон     |                                                                            |
| 2014 | 71-я      | • Джун Скуибб — «Небраска» за роль Кейт Грант                           |                                                                            |
| 2014 | 71-я      | • Салли Хокинс — «Жасмин» за роль Джинджер                              |                                                                            |
| 2015 | 72-я      |                                                                         | • Патрисия Аркетт — «Отрочество» за роль Оливии Эванс                      |
| 2015 | 72-я      | • Кира Найтли — «Игра в имитацию» за роль Джоан Кларк                   |                                                                            |
| 2015 | 72-я      | • Эмма Стоун — «Бёрдмэн» за роль Сэм                                    |                                                                            |
| 2015 | 72-я      | • Мерил Стрип — «Чем дальше в лес» за роль ведьмы                       |                                                                            |
| 2015 | 72-я      | • Джессика Честейн — «Самый жестокий год» за роль Анны Моралес          |                                                                            |
| 2016 | 73-я      |                                                                         | • Кейт Уинслет — «Стив Джобс» за роль Джоанны Хоффман                      |
| 2016 | 73-я      | • Алисия Викандер — «Из машины» за роль Авы                             |                                                                            |
| 2016 | 73-я      | • Дженнифер Джейсон Ли — «Омерзительная восьмёрка» за роль Дейзи Домерг |                                                                            |
| 2016 | 73-я      | • Хелен Миррен — «Трамбо» за роль Хедды Хоппер                          |                                                                            |
| 2016 | 73-я      | • Джейн Фонда — «Молодость» за роль Бренды Морель                       |                                                                            |
| 2017 | 74-я      |                                                                         | • Виола Дэвис — «Ограды» за роль Роуз Максон                               |
| 2017 | 74-я      | • Николь Кидман — «Лев» за роль Сью Брайрли                             |                                                                            |
| 2017 | 74-я      | • Октавия Спенсер — «Скрытые фигуры» за роль Дороти Воан                |                                                                            |
| 2017 | 74-я      | • Мишель Уильямс — «Манчестер у моря» за роль Рэнди Чандлер             |                                                                            |
| 2017 | 74-я      | • Наоми Харрис — «Лунный свет» за роль Паулы                            |                                                                            |
| 2018 | 75-я      |                                                                         | • Эллисон Дженни — «Тоня против всех» за роль Лавоны Голден                |
| 2018 | 75-я      | • Мэри Джей Блайдж — «Ферма „Мадбаунд“» за роль Флоренс Джексон         |                                                                            |
| 2018 | 75-я      | • Лори Меткалф — «Леди Бёрд» за роль Мэрион Макферсон                   |                                                                            |
| 2018 | 75-я      | • Октавия Спенсер — «Форма воды» за роль Зельды Фуллер                  |                                                                            |
| 2018 | 75-я      | • Хонг Чау — «Короче» за роль Гун Цзян                                  |                                                                            |
| 2019 | 76-я      |                                                                         | • Реджина Кинг — «Если Бил-стрит могла бы заговорить» за роль Шэрон Риверс |
| 2019 | 76-я      | • Эми Адамс — «Власть» за роль Линн Чейни                               |                                                                            |
| 2019 | 76-я      | • Рэйчел Вайс — «Фаворитка» за роль леди Сары Черчилль                  |                                                                            |
| 2019 | 76-я      | • Эмма Стоун — «Фаворитка» за роль Эбигейл Хилл                         |                                                                            |
| 2019 | 76-я      | • Клэр Фой — «Человек на Луне» за роль Дженет Армстронг                 |                                                                            |
| 2020 | 77-я      |                                                                         | • Лора Дерн — «Брачная история» за роль Норы Фэншоу                        |
| 2020 | 77-я      | • Кэти Бейтс — «Дело Ричарда Джуэлла» за роль Барбары «Боби» Джуэлл     |                                                                            |
| 2020 | 77-я      | • Аннетт Бенинг — «Отчёт о пытках» за роль Дайэнн Файнстайн             |                                                                            |
| 2020 | 77-я      | • Дженнифер Лопес — «Стриптизёрши» за роль Рамоны Вега                  |                                                                            |
| 2020 | 77-я      | • Марго Робби — «Скандал» за роль Кайлы Посписил                        |                                                                            |

## 2021—2025
| Год  | Церемония | Фотографии лауреатов                                                   | Лауреаты и номинанты                                                          |
| ---- | --------- | ---------------------------------------------------------------------- | ----------------------------------------------------------------------------- |
| 2021 | 78-я      |                                                                        | • Джоди Фостер — «Мавританец» за роль Нэнси Холландер                         |
| 2021 | 78-я      | • Гленн Клоуз — «Элегия Хиллбилли» за роль Бонни Вэнс                  |                                                                               |
| 2021 | 78-я      | • Оливия Колман — «Отец» за роль Энн                                   |                                                                               |
| 2021 | 78-я      | • Аманда Сайфред — «Манк» за роль Мэрион Дэвис                         |                                                                               |
| 2021 | 78-я      | • Хелена Ценгель — «Новости со всего света» за роль Джоанны Леонбергер |                                                                               |
| 2022 | 79-я      |                                                                        | • Ариана Дебоз — «Вестсайдская история» за роль Аниты                         |
| 2022 | 79-я      | • Катрина Балф — «Белфаст» за роль Ма                                  |                                                                               |
| 2022 | 79-я      | • Кирстен Данст — «Власть пса» за роль Роуз Гордон                     |                                                                               |
| 2022 | 79-я      | • Рут Негга — «Идентичность» за роль Клэр Беллью                       |                                                                               |
| 2022 | 79-я      | • Онжаню Эллис — «Король Ричард» за роль Брэнди Уильямс                |                                                                               |
| 2023 | 80-я      |                                                                        | • Анджела Бассетт — «Чёрная пантера: Ваканда навеки» за роль королевы Рамонды |
| 2023 | 80-я      | • Джейми Ли Кёртис — «Всё везде и сразу» за роль Дейдры Боубейрдра     |                                                                               |
| 2023 | 80-я      | • Керри Кондон — «Банши Инишерина» за роль Шивон Салливан              |                                                                               |
| 2023 | 80-я      | • Долли де Леон — «Треугольник печали» за роль Эбигайл                 |                                                                               |
| 2023 | 80-я      | • Кэри Маллиган — «Её правда» за роль Меган Туи                        |                                                                               |
| 2024 | 81-я      |                                                                        | • Давайн Джой Рэндольф — «Оставленные» за роль Мэри Лэм                       |
| 2024 | 81-я      | • Эмили Блант — «Оппенгеймер» за роль Кэтрин Оппенгеймер               |                                                                               |
| 2024 | 81-я      | • Даниэль Брукс — «Цвет лиловый» за роль Софии Джонсон                 |                                                                               |
| 2024 | 81-я      | • Джулианна Мур — «Май, декабрь» за роль Грейси Атертон-Ю              |                                                                               |
| 2024 | 81-я      | • Розамунд Пайк — «Солтберн» за роль Элспет Кэттон                     |                                                                               |
| 2024 | 81-я      | • Джоди Фостер — «Дайана Найэд» за роль Бонни Столл                    |                                                                               |
| 2025 | 82-я      |                                                                        | • Зои Салдана — «Эмилия Перес» за роль Риты Моры Кастро                       |
| 2025 | 82-я      | • Селена Гомес — «Эмилия Перес» за роль Джесси дель Монте              |                                                                               |
| 2025 | 82-я      | • Ариана Гранде — «Злая: Сказка о ведьме Запада» за роль Глинды        |                                                                               |
| 2025 | 82-я      | • Фелисити Джонс — «Бруталист» за роль Эржебет Тот                     |                                                                               |
| 2025 | 82-я      | • Маргарет Куолли — «Субстанция» за роль Сью                           |                                                                               |
| 2025 | 82-я      | • Изабелла Росселлини — «Конклав» за роль сестры Агнес                 |                                                                               |